# Punch Delft
Il Punch Delft è una società cestistica avente sede a Delft, nei Paesi Bassi. Fondata nel 1952, ha giocato nel campionato olandese e ora mantiene solamente le formazioni giovanili.

## Palmarès
- Campionato olandese: 2

1968-69, 1974-75
- Coppa d'Olanda: 1

1974